# Hlatikulu
Hlatikulu (còn được đánh vần là Hlatikhulu hoặc Hlathikhulu) là một thị trấn nằm ở vùng Shiselweni, miền nam Eswatini. Vào năm 2005, dân số thị trấn là 2.748 người. Nhà thờ Hồi giáo Baitul Hadi tọa lạc tại đây.